# Domènec Jofresa i Vellsolà
Domènec Jofresa i Vellsolà (Terrassa, febrer de 1931) és un polític i escriptor català. Va ser alcalde de Terrassa en la transició democràtica - 1977-1979. Llicenciat en Dret i doctor en dret constitucional. Professor mercantil i diplomat per l'IESE de la Universitat de Navarra - 1963-1983. Substituït en el càrrec per en Manel Royes. Com a escriptor, ha publicat les obres "Turbulències", "De l'estadi a la trinxera o "Cridaré el teu nom" de la Editorial Gregal.